# M42 Duster
Il semovente M42 Duster, spazzino, è una versione del carro leggero americano M41 Walker Bulldog armata con 2 cannoni Bofors 40 mm costruiti su licenza.

## Storia
Nel dopoguerra l'US Army disponeva di un'intera famiglia di nuovi mezzi appena entrati in servizio, basati sul carro leggero M24 Chaffee, tra cui la versione semovente antiaereo M19, con 2 cannoni da 40 mm sistemati nella parte posteriore dello scafo, troppo piccolo per ospitarle davanti. Ben presto l'M24 venne sostituito dal potente M41, carro leggero dotato di eccellente mobilità, protezione un po' migliore, e un cannone da 76 mm. I suoi derivati comprendeva anche una versione contraerea, l'M42, prodotto tra il 1955 e il 1956 in 3700 unità.

## Tecnica e confronto con lo ZSU
L'M42 fu ottenuto sostituendo la torretta del carro M41 con quella sistemata sul precedente M19, con 2 cannoni Bofors da 40/60 mm in installazione binata, in una torretta che sembrava in realtà poco più di uno scudo protettivo, mentre posteriormente esisteva la predisposizione per una mitragliatrice Browning M1919 da 7,62 mm. Le munizioni erano di 480 colpi da 40mm, sufficienti per 2 minuti di fuoco alla massima cadenza pratica, e 1750 colpi da 7,62 per l'eventuale mitragliatrice.
Il sistema di rotazione della torretta, grazie essenzialmente alla maggiore leggerezza, era più veloce di quello dello ZSU-57-2,  40 gradi/s contro 30, al pari di quella di elevazione, fino a +85, a 25 gradi/s (contro 20). La gittata però era inferiore, mentre maggiore era la cadenza di tiro, ma per colpi molto più leggeri (900 contro 2400 g). La dotazione di munizioni era di 480 colpi contro 320.
Il veicolo russo era derivato da un carro medio, e offriva una maggiore protezione per l'equipaggio, mentre in termini di mobilità l'M42 garantiva ben 72 km/h contro 50-55, ma l'autonomia del motore a benzina era limitata ad appena 161 km, oltre a causare maggiori rischi di esplosioni in caso di colpi a segno. Lo ZSU raggiungeva i 420 km, 600 con serbatoi ausiliari. Se si considera che la velocità dei carri medi era dell'ordine dei 40–50 km/h, l'eccellente velocità degli M42 finiva per non essere necessaria, mentre il consumo di carburante era troppo alto per una autonomia adeguata.

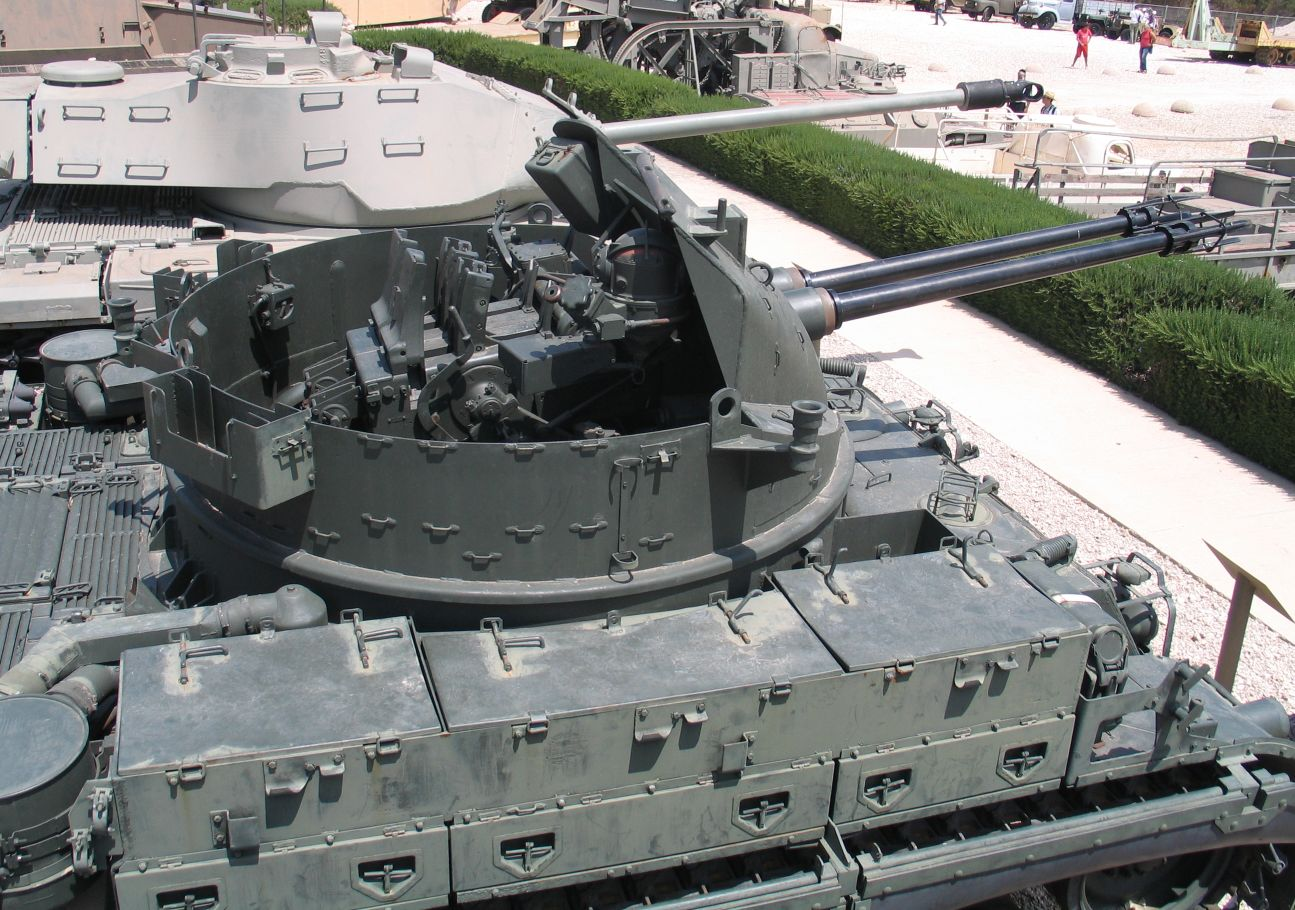
Lo stesso Duster, con la vista della torretta aperta e dei cannoni ben in evidenza.

## Impiego
Il 'Duster', popolare per le sue prestazioni velocistiche, grazie al peso inferiore a quello dell'M41, venne dato in dotazione, con diversi anni di anticipo sullo ZSU sovietico, alle truppe corazzate americane, ma non ebbe mai modo di difenderle dalla minaccia aerea nemica.
Esso ha invece avuto largo impiego in Vietnam come arma da appoggio contro i Vietcong, dimostrandosi micidiale e sparando oltre 4 milioni di colpi; la sua leggera corazzatura e soprattutto la vulnerabilità dell'equipaggio in torretta, dotato solo di uno scudo frontale piuttosto che corazze complete su 3 lati, come nel caso del più grosso ZSU-57-2 sovietico, causava spesso gravi perdite negli scontri ravvicinati nella jungla.
Gli M42 erano impiegati sia come mezzi di scorta ai convogli che come difesa per le basi americane dai loro attacchi. Spesso erano loro i primi soggetti degli attacchi della guerriglia, e le armi da 40 mm non riuscivano a sparare contro i bersagli quando essi erano sotto l'alzo minimo (-3 gradi) dei cannoni. Ogni membro dell'equipaggio ricevette pertanto fucili M16 e la mitragliatrice M1919 poppiera venne dotata di uno scudo protettivo. I Duster vennero spesso provvisti di rimorchio contenente reti e spezzoni, utilizzato per difendere il veicolo dai lanci di RPG durante le soste.
Il M42 era dotato di armi più rapide e con un sistema di puntamento verosimilmente migliore del mezzo sovietico, ma senza la stessa letalità. La massima gittata rilevata fu di 9750 metri contro bersagli al suolo.
Negli anni 70-80 gli M41 furono ritirati dal servizio di prima linea via via che la loro obsolescenza lo imponeva, passando alla National Guard of the United States; in attesa del M247 DIVAD, furono sostituiti nelle divisioni dell'US Army dall'M163 VADS. Un piccolo numero venne esportato in alcune Nazioni alleate.